# ジンギスカン (グループ)
ジンギスカン（ドイツ語: Dschinghis Khan、英語: Genghis Khan）は、1979年に西ドイツで結成された音楽グループ。グループ名はモンゴル建国の英雄「チンギス・カン」に由来しており、一般的にはドイツ語表記の『Dschinghis Khan』が多く用いられるが、英語圏でのリリースでは英語表記の『Genghis Khan』も使用される。ビクターからリリースされた日本盤では『Genghis Khan』表記が使用されている。
初期メンバーはスティーヴ、ヴォルフガング、レスリー、エディナ、ルイス、ヘンリエッテの男女6人で、1981年にスティーヴが脱退したため以降は5人で1985年の解散まで活動した。2005年に再結成されたが、メンバーの脱退などを経て近年は複数の「ジンギスカン」を名乗るグループが乱立する状態であった。

## 歴史

### 1979-1985年 / オリジナルグループ
ジンギスカンは西ドイツの音楽プロデューサーで作曲家のラルフ・ジーゲルと、作詞家のベルント・マイヌンガーによって企画された。2人は1978年にボニーMがリリースしてヒットしたグリゴリー・ラスプーチンをモチーフとした楽曲『Rasputin（怪僧ラスプーチン）』にインスパイアを受け、チンギス・カンをモチーフとした楽曲『Dschinghis Khan（ジンギスカン）』を制作。これをヨーロッパのポップ・ミュージックの登竜門でもある「ユーロビジョン・ソング・コンテスト」にエントリーし、予選の6週間前に楽曲を歌うグループのメンバー集めを始めた。
ジーゲルはジンギスカンを象徴する存在となる人物、特にダンサーを求めていたとされており、友人のビリー・ミレに紹介されたルイスの加入を決定した。続いてスティーヴ、レスリー、エディナが決まったが、ジーゲルの構想には「歌がうまく見た目も良い」男女1人ずつが欠けており、当時ジーゲルのギタリストであったビリー・ラングから友人のヴォルフガングを紹介され、ヴォルフガングは妻のヘンリエッテの加入を提案した。面談を行った人数は、最初の2週間だけで15人にのぼった。発足時のメンバーは、立ち位置の右から順に
- スティーヴ・ベンダー（西ドイツ出身、当時32歳）
- エディナ・ポップ（ハンガリー出身、当時37歳）
- レスリー・マンドキ（ハンガリー出身、当時26歳）
- ルイス・ヘンドリック・ポトギター（南アフリカ共和国出身、当時28歳）
- ヘンリエッテ・ハイヒェル（オランダ出身、当時25歳）
- ヴォルフガング・ハイヒェル（東ドイツ出身、当時28歳）

メンバーが決まったのが予選の5週間弱前。衣装制作はマルク・マノ、メイクはハイジ・モーザー、振り付けはハンネス・ウィンクラーによって行われ、中でもハンネス・ウィンクラーは演出などにも関与しており7人目のメンバーとも言える存在であった。ルイスとヘンリエッテはダンスの素養があったが、他の4人はダンスの経験がなかったため振付の練習には苦戦した。なお、当時夫婦であったヴォルフガングとヘンリエッテ以外は全くの初対面であったため、お互いのことをよく知るため練習の合間を縫っては全員で買い物や散歩に出掛けていた。特にスティーヴ、エディナ、レスリーの3人は出身地や年齢という共通点から気が合っていたともされ、よく行動をともにしていた。
1979年のユーロビジョン・ソング・コンテストでは、3月17日の西ドイツ予選でグランプリを獲得する。3月31日にイスラエルで行われた本選では4位に終わるが、コンテストの様子は欧州18か国に生中継されており、クセになる楽曲や風変わりなビジュアルのインパクトで話題となる。正式にレコードデビューすると西ドイツ国内だけで50万枚を売り上げて4週間連続でチャート1位を記録するとともに、当時は世界的にディスコブームが到来していたこともあり『Dschinghis Khan』は世界的な大ヒットとなる。日本では1979年8月6日付から5週連続1位を獲得し、イスラエル・オーストラリア・スウェーデンなど20か国以上でもチャートにランクインした。
ジンギスカンが国内予選を制覇した時点でジーゲルはすでに『Dschinghis Khan』に続くアイディアを持っており、すぐにモスクワオリンピックに向けた『Moskau（めざせモスクワ）』が制作された。8月にはアルバム『Dschinghis Khan（ジンギスカン）』がリリースされるが、このアルバム収録曲の『Puszta（プスタ）』はレスリー、『Paß auf der Drache kommt（ディスコ・ドラゴン）』はスティーヴが作曲するなど個人の音楽活動も活発化しており、ジーゲルは長期的にはグループとしてのコンセプトを持ちつつもそれぞれが独立して活動するという将来性も示す。
その次のシングルについて考えていたジーゲルはドイツ作家カール・マイの小説に登場する「ハジ・ハレフ・オマール」について歌うことを思いつき、制作されたものが『Hadschi Halef Omar（ハッチ大作戦）』である。この楽曲は第2ドイツテレビの大晦日向け番組の収録で初披露された。
1979年はドイツ国内のバンビ賞を始めとし、ルクセンブルクの「Goldenen Löwen」など20か国以上で賞を受賞。また、ドイツ映画『Sunnyboy und Sugarbaby』にジンキスカンとして出演しパフォーマンスもしている。なお、この年に日本公演も企画されたが、スケジュールの都合から実現しなかった。
1980年の『Rom（栄光のローマ）』もヒットしたが、1981年には様々な要因からスティーヴがグループを脱退する。スティーヴ脱退後も『Pistolero（哀愁のピストレーロ）』をリリースし、ややフォーク寄りとなった『Loreley』は批判もありながらヒットしたが、1982年の『Der Dudelmoser（アルプスのドゥーデルモーザー）』は後にジーゲル自身も認めるほど成功とは言い難く、それ以後は目立ったヒット曲はなかった。
1985年、FIFAワールドカップメキシコ大会に向けてラルフ・マリア・ジーゲル（ラルフ・ジーゲルの父）が作曲した『Mexico（めざせメキシコ）』を最後にジンギスカンは解散するが、解散理由は公表されなかった。

### 1986-2004年 / 解散後
1986年にはレスリーの呼びかけで「Dschinghis Khan Family（ジンギスカンファミリー、D. K. Family）」が結成された。メンバーはレスリー（ドラム）、ヘンリエッテ（ボーカル）、ルイス（キーボード）のオリジナルメンバー3人に、ユルゲン（ギター）、クリスティン（ボーカル）、マイク（ベース）の計6人。同年限りの短期間のグループであったが、ジーゲルとマイヌンガーによる楽曲『Wir gehör'n zusammen』でユーロビジョン・ソング・コンテストの国内予選に出場し2位となった。また、レスリーらによる楽曲『Can't Stop Now』もリリースされた。
解散後は、先に脱退していたスティーヴは音楽プロデューサー、エディナはソロのポップ歌手、レスリーは音楽プロデューサー兼ロックミュージシャンとして活動するなど別々の道を歩み、ヘンリエッテはヴォルフガングと離婚しシュトローベル姓へと戻った。ルイスは南アフリカに帰国していたが、後天性免疫不全症候群（エイズ）を患い合併症により1994年11月12日に死去した。
ジンギスカン解散後も日本では熱狂が続き、1995年には日本のテレビ番組『なるほど!ザ・ワールド』に招かれて来日し、『Dschinghis Khan』『Moskau』を歌唱した。この時来日したのは、亡くなっていたルイス、説得できなかったヴォルフガングとヘンリエッテを除いたスティーヴ、エディナ、レスリーの3人であった。

### 2005年 / 復活コンサート

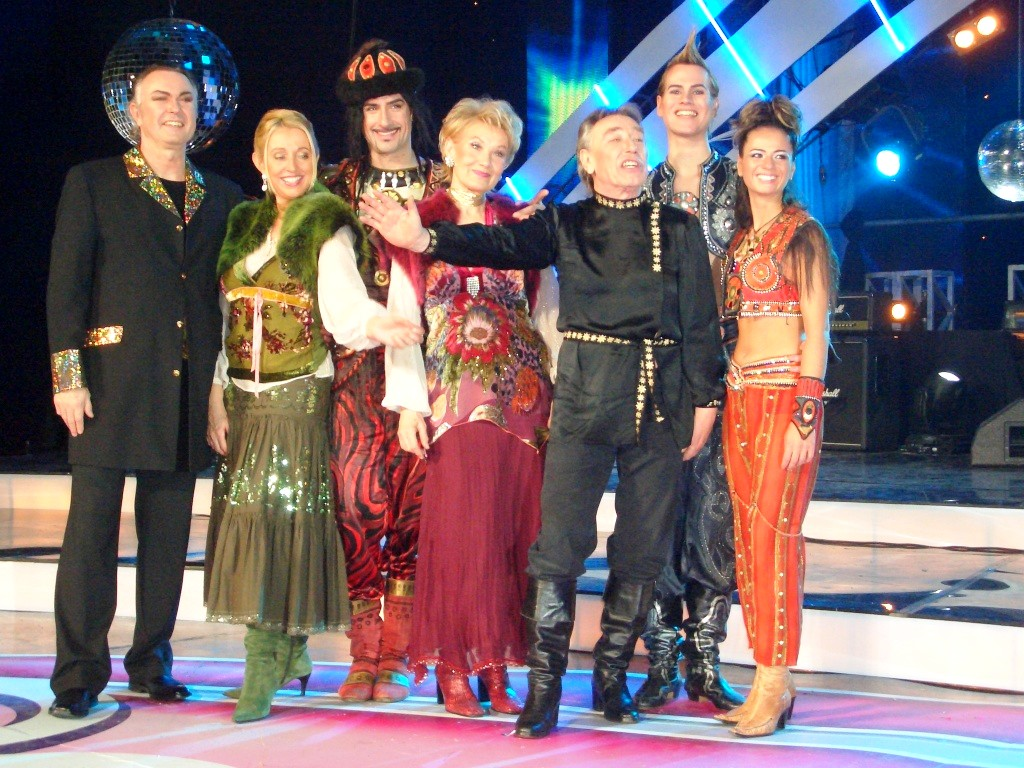
2005年再結成時
左からヴォルフガング、ヘンリエッテ、シュテファン、エディナ、スティーヴ、ダニエル、エプル

2005年、音楽マネージャーのハインツ・グロスがロシアでのジンギスカン復活コンサートを企画してスティーヴに連絡を取り、以前から再結成の意欲を持っていたスティーヴの手引により同年秋には20年ぶりに復活した。ただし、この時に参加したオリジナルメンバーはスティーヴ、エディナ、ヘンリエッテ、ヴォルフガングの4人で、すでに亡くなっていたルイスに加えて、解散後最も成功していたためグループでの活動に興味を失っていたともされるレスリーは不参加であった。また、グループの象徴となっていた中央で踊るルイスの役割をシュテファン、エプル、ダニエルの3人のゲストが務めた。
12月17日にモスクワのオリンピック・スタジアムで3万人の観衆を集めた大規模なコンサートが行われ、そのメインアクトであったジンギスカンの復活コンサートでは、1979年のアルバム『Dschinghis Khan』の全曲が演奏された。この様子はORT1が衛星放送によって世界中に放送しており、コンサート後にはジンギスカンのマネジメントには世界中からオファーが殺到した。
なお、復活コンサート時にはスティーヴは既に末期肺がんに侵されており、闘病の末に2006年5月7日に死去した。元々活動再開はこの1回きりの予定であったが、スティーヴが亡くなると残されたオリジナルメンバー3人は活動を継続すべきかを相談し、ルイスとスティーヴを偲んで活動を続けることを決定する。なお、2007年に発売されたアルバムに収録された『Wie Feuer im Wind』はルイスとスティーヴに捧げられた楽曲である。
この頃、日本のインターネット上では『Moskau』が空耳ソングとして注目され、「もすかう」のタイトルで当時を知らない世代にも広く知られることとなった。

### 2006-2018年 / Dschinghis Khan & The Legacy

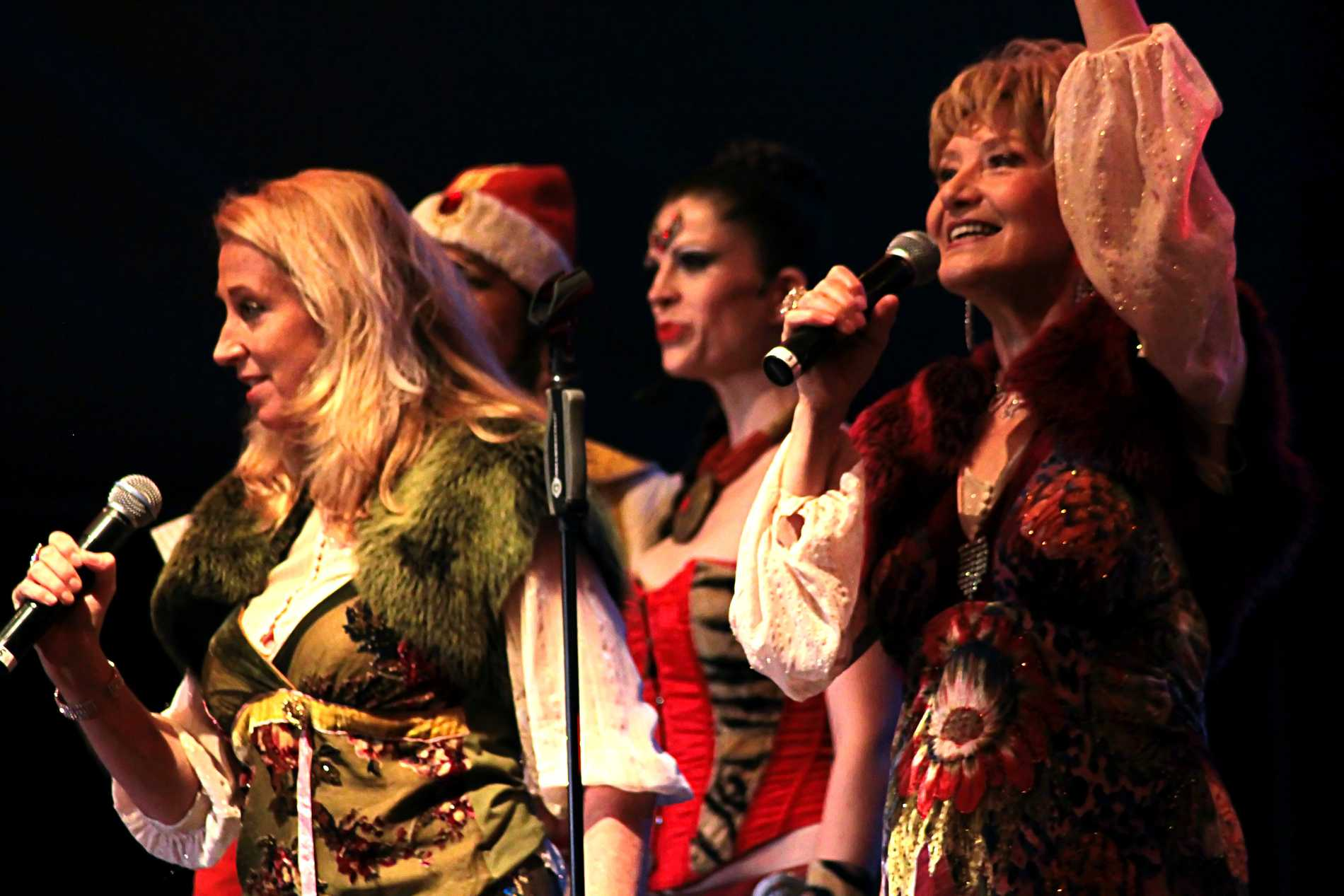
2009年のライヴ
左がヘンリエッテ、右がエディナ、背後はThe Legacyのメンバー

正式に活動再開したジンギスカンは、ハインツ・グロスのジョイントベンチャーコンサート（Joint Venture Concerts）のマネージメントを受けた。
オリジナルメンバーととも活動する「The Legacy of Genghis Khan（ザ・レガシー・オブ・ジンギスカン）」（以下「The Legacy」）が結成され、メンバーはクラウス・クプライトが演じる「プリンス・イゲイ・カン（Prince Igei Khan）」のほか「エルトゥヤ・カン（Eltuya Khan）」「オゴデイ・カン（Ögödei Khan）」といった役名で紹介された。なお、メンバーはアブラクサス音楽学校出身のダンサーであった。これ以来グループは「Dschinghis Khan & The Legacy」と紹介されるようになる。
2006年7月15日にウランバートルで行われたチンギス・カンによる建国800周年の祝賀行事に、チンギス・カンの子孫とともに出演した。モンゴルに続いて旧ソビエト連邦のいくつかの共和国でコンサートを行う。2007年5月のZDFショー「Willkommen bei Carmen Nebel」に出演し、これが活動再開後後初のドイツ国内公演となった。2010年ごろからはクラウス・クプライトがオリジナルメンバーとともに、メディア等にも出演するようになる。
ZDFショーの直前には新アルバムがリリースされている。このアルバム制作にマイヌンガーは関わったが、グループの創設者であるジーゲルは関与しなかった。ジーゲルと保証料の面で合意できなかったともされ、ジーゲルの立場についてヴォルフガングは「ジーゲルは私たちの成功を信じなかった。ジーゲルにとって私たちは年をとり過ぎていたのだろう。」と語っている。「Cirque de Dschinghis Khan」の仮タイトルで収録が進められたアルバムのために、The Legacyを含めた新編成によって8つの新曲と6つの既存曲が録音された。このアルバムは『7 Leben』のタイトルで2007年5月にリリースされた。
2014年にヴォルフガングは将来の音楽やコンテンツの方向性についての意見の相違などを理由として脱退した。この事実は長らくグループの広報担当から発表されなかったが、それ以来はヴォルフガングは単独で「ジンギスカン（Dschinghis Khan）」名義の活動を主に東ヨーロッパで続けており、事実上ジンギスカンは分裂した状態となっていた。

### 2018-2021年 / グループの乱立

#### ジーゲルによる「ジンギスカン」

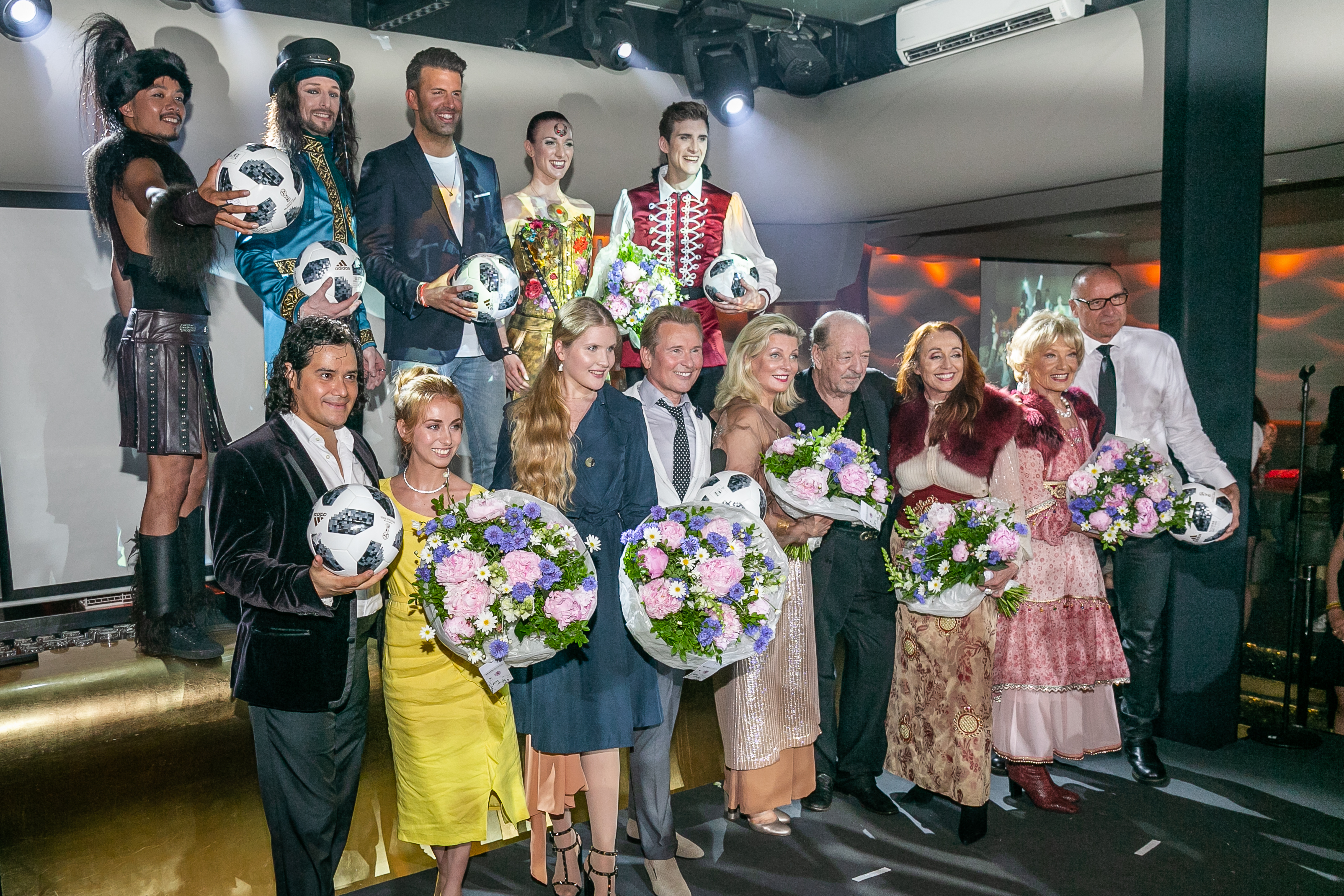
2018年5月31日モスクワにて
ヘンリエッテとエディナの左がジーゲル、右がグロス、後列は中央のジェイ・カーンを挟んで左からレン、クラウス、アンジェリカ、ヨハネス

ハインツ・グロスがマネジメントするグループは2018年4月5日に、2005年の活動再開から使用され続けていた「ジンギスカン」のロゴを単語・画像商標として登録する。その直後の4月9日には公式Facebookにて、ラルフ・ジーゲルと生涯にわたる長期契約を3月25日に締結していたことが発表される。
ジーゲルの復帰を期に、エディナとヘンリエッテにThe Legacyを加えたメンバーで新たな「ジンギスカン」として再始動することが決定され、クラウス・クプライトがショーの振付師として任命される。
再スタートを切ったジンギスカンはFIFAワールドカップロシア大会に向けて『Moskau』に4か国語のアレンジを加えた『Moskau Moskau』をリリースした。この楽曲ではドイツ語版・英語版のボーカルとしてジェイ・カーン、ロシア語版でアレクサンダー・マリンニンと娘のウスティニャ・マリニナ、スペイン語版でホルヘ・ヒメネスとマリファー・メドラノが参加しており、それら全員でワールドカップ開催前の2018年5月31日にモスクワで行われたイベントに参加した。

2020年1月にはエディナが引退を発表し、8月ごろからはエディナとヘンリエッテを含まない宣材写真が散見されるようになる。全てのオリジナルメンバーが一線を退きグループとしての変革期を迎えるが、それから間もなく新型コロナウイルス感染症のパンデミックにより活動の一時停止を余儀なくされる。

#### 「ジンギスカン」の分裂と対立

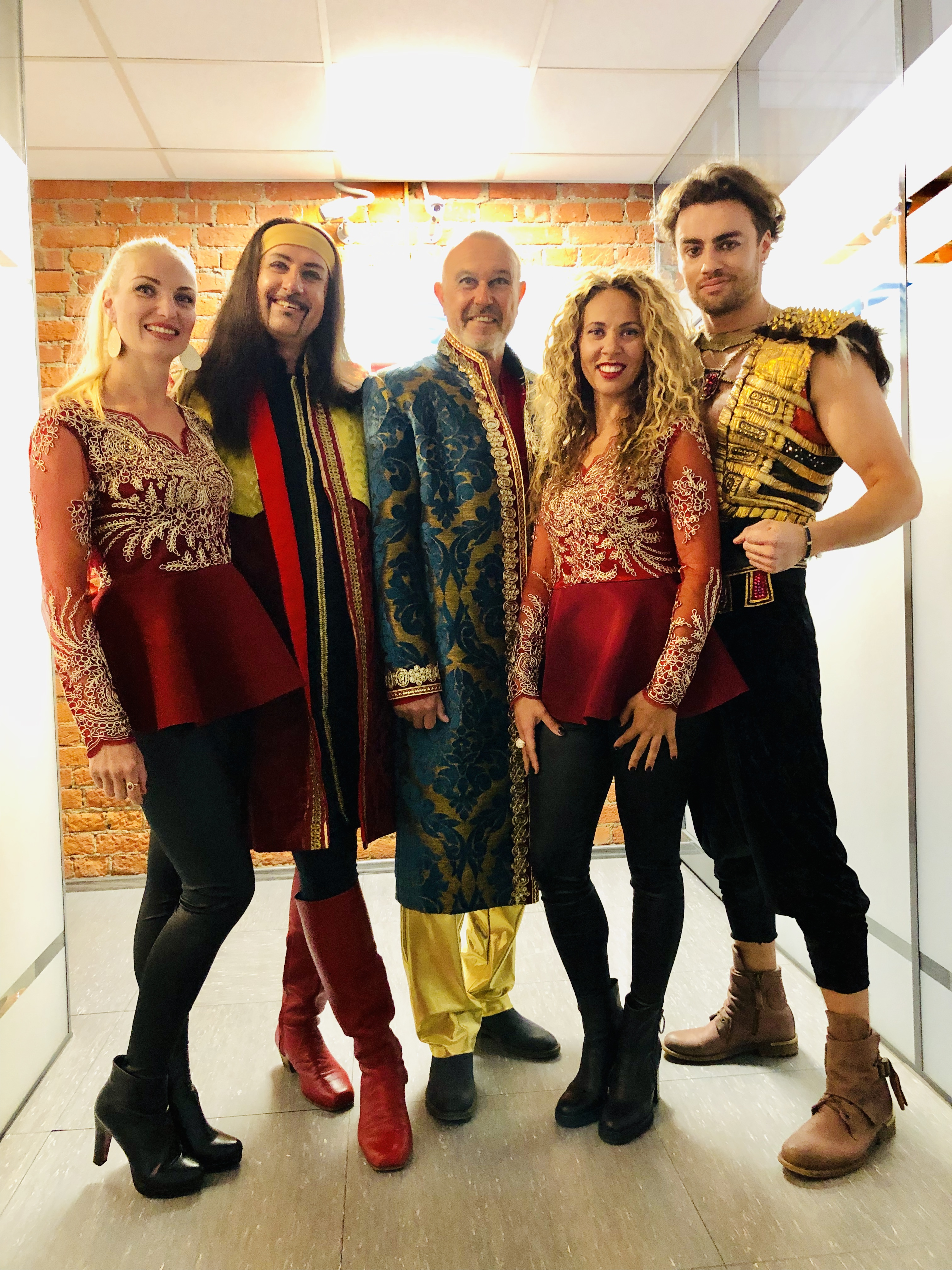
ヴォルフガングとシュテファンの「ジンギスカン」（2019年）
中央がヴォルフガング、その左隣がシュテファン

独自の活動を続けていたヴォルフガングは、2018年になるとシュテファン・トラックと共同で「ジンギスカン」として活動するようになる。
シュテファンは、2005年のジンギスカン復活コンサートにダンサーとして参加したあと2006年にはジンギスカンを離れ、ジンギスカンのカバーバンドの「Rocking Son」名義などで活動していたが、地域によっては別の名義も使用しており「ジンギスカン」も含まれていた。シュテファンが2013年にロシアで受けたインタビューの記事では「ジーゲルからジンギスカンの全ての楽曲の権利を譲渡されており、楽曲を演奏しプロデュースする独占的権利をシュテファンが有している」という趣旨が書かれている。
一方でヴォルフガングは、2018年のFIFAワールドカップロシア大会の開会式に参加した後に、モンゴル政府からの招待を受けて6月18日に当時首相のウフナーギーン・フレルスフと面会してナイラムダル勲章を受章している。これはモンゴルで進められていた病院やスポーツ施設を含む複合施設の建設プロジェクトに関して、両国間の国交樹立とグループ結成の40周年をにちなんでジンギスカンとして投資面で協力したいと表明したことに対して、ジンギスカンのリーダーとしてナーダムに招待したものであった。
2人が合流した2018年の時点で、ヴォルフガングはドイツ、シュテファンはロシア・ウクライナ・スペインでそれぞれ「ジンギスカン」の関する商標を有していた。2人の活動についてジーゲル側が異議を唱えることはなかったが、新たに「ジンギスカン」として再スタートを切ったジーゲルのグループがドイツ国内で活動することについて、ヴォルフガングが自身の有する商標権によって阻止しようとしたことにより状況が変化する。ヴォルフガングの妨害に対して、ジーゲルはミュンヘン地方裁判所に提訴して対抗し、
という旨を主張した。これに対してヴォルフガングは、
という趣旨で反論して争った。2021年7月、ミュンヘン地方裁判所はジーゲル側に有利な判決を下し、ジーゲル側に権利を認めた。

ヴォルフガングとシュテファンは2020年には重大な意見の相違が生じていたとしており、ジーゲルとの裁判で敗訴すると関係を解消。その後、ヴォルフガングは「ジンギスカン（Chinggis Khan）」名義のバンドで活動し、シュテファンはまた別のジンギスカンのコピーバンドを結成して活動を続けている。

### 2022年以降 / 現在
グロスの手を離れたジンギスカンは、ラルフ・ジーゲルとローラ・ジーゲルの会社「Siegelring（ジーゲルリンク）」のプロデュースを受けることとなり、2022年3月には再びドイツを拠点として活動することが公表された。パンデミックによる一時休止期間中の2020年9月12日には、2011年から「オゴデイ・カン」を務めていたヨハネス・クプライトが事故で亡くなっており、前述の通りエディナとヘンリエッテも一線を退いていたため活動再開にはグループの再編が急務であった。
パンデミックが落ち着いた2023年5月には、ジーゲルによるミュージカルへの出演経験のある3人の新メンバーを加えた平均年齢25歳の新編成が公開され、同年秋からの活動再開が告知された。活動再開を前に6月28日には新曲の『Helena』がリリースされ、リリース直前の6月13日にはDMFが「Dschinghis Khan – Eine Legende kehrt zurück（和訳 : ジンギスカン - 伝説の帰還）」と題した2時間の特集番組が放送された。

## メンバー
本節ではジーゲルおよびグロスによるグループのメンバーを説明する。ヴォルフガングやシュテファンのグループについてはオリジナルメンバー節や「シュテファン・トラック」を参照。

### オリジナルメンバー
スティーヴ・ベンダー / Steve Bender（1946年11月2日 - 2006年5月7日（59歳没））
西ドイツマインツ出身。本名は「カール＝ハインツ・ベンダー（Karl-Heinz Bender）」。生年を1942年とする情報もある。
地元の小学校を卒業し、専門学校に通って彫刻家・大工・画家などを志したが教師との関係性から退学した後、音楽活動を開始して独特の声で1960年代のドイツのビートシーンの形成に寄与した。私生活では1964年に結婚し、1974年には長女のメラニー・ベンダーが生まれた。数々のバンドを渡り歩いた経験があり、ジンギスカン結成直前にはジーゲルのプロデュースを受けていた。ある時、ジャケット撮影でスキンヘッドのかつらをふざけてかぶり、オフィスに飾られたポスターでその姿を見たジーゲルが気に入ってジンギスカン加入が決定した。ジンギスカン在籍中は常にスキンヘッドを求められ1日に2回髪を剃っていたとも伝えられるが、最初にスキンヘッドの自分の姿を鏡で見たときは恐怖から4週間家に引きこもったというエピソードもある。
ジンギスカンを1981年に脱退。脱退理由は公式には痛めていた椎間板が踊ることに耐えられなくなったとされたが、グループの将来性と金銭面などでジーゲルとの間に意見の相違があったとも噂されている。その後はソロアーティストとして活動するがそれほど成功はせず、自身の制作会社を設立して音楽プロデューサーとして活動した。再結成の直前には末期がんであることが発覚しており、再結成を成功させた後に2006年5月7日に死去した。
ヴォルフガング・ハイヒェル / Wolfgang Heichel（1950年11月4日 - )
東ドイツ出身。マイセンの生まれだが、ヴォルフガングが3歳の時に西ベルリン、16歳の時にメルズンゲンへと家族で移り住んだ。8歳から13歳までピアノのレッスンを受け、独学でギターも学んでおり、学生時代からバンドを組んでいた。高校を卒業するとカッセル芸術大学で芸術教育について学ぶが、グループに所属するために中退してスイスへと移り美容師を志す。スイスで歯科助手をしていたヘンリエッテと出会い、1976年4月9日に結婚し1977年にミュンヘンに移った。ミュンヘンでは音楽活動を続けながら歯科学を学ぶが、物理の単位を落としてしまい中退した。1979年に友人のビリー・ラング経由でジーゲルと出会いジンギスカンに加入、追加の女性メンバーを求めていたジーゲルにヘンリエッテの加入を提案する。
ジンギスカン解散後はジーゲルがプロデュースする「That's Life」で活動するが、1986年のユーロビジョン・ソング・コンテスト予選で最下位となり解散。その後は作曲家、プロデューサーといった裏方に転身しピーター・プライスなどをプロデュースした。2005年の再結成後はしばらくジンギスカンのメンバーとして活動するが2014年に脱退し、別の「ジンギスカン」として活動している。
以下はヴォルフガング単独のディスコグラフィ。
アルバム
- 2020年12月11日 : Here We Go（シュテファンと共同名義のDschinghis Khanとして）

シングル
- 1986年 : Telefon（That's Life名義）
- 1988年 : Hurra es schneit
- 2018年 : We Love Football（単独名義のDschinghis Khanとして）
- 2019年 : Die Straßen von Paris（シュテファンと共同名義のDschinghis Khanとして）
- 2020年 : Istanbul（シュテファンと共同名義のDschinghis Khanとして）
- 2023年 : St. Petersburg（Chinggis Khanとして）
- 2024年 : We love football(2024)

レスリー・マンドキ / Leslie Mandoki（1953年1月7日 - )
ハンガリーのブダペスト出身。リスト・フェレンツ音楽大学で学んでいたが、1975年に共産主義政権の学生運動弾圧から逃れるためにガーボル・チュポーらとともにカラヴァンケントンネルを徒歩で抜け、オーストリアを経由してドイツのミュンヘンへと渡る。ミュンヘンのスタジオミュージシャンとしてドラムを演奏していたが、ジンギスカンに加入するまで目立った活動はしていなかった。当時はジーゲルのもとに曲を送っていた若い作曲家の1人に過ぎなかったが、友人のヨアキム・ノイバウアーに見せられた写真でレスリーの容姿を気に入り、ジーゲルは「歌も上手ならジンギスカンにぴったりだ」と語ったとされる。
解散後は音楽プロデューサー兼ロックミュージシャンとして活動し、解散後に最も成功された人物とされる。解散間もない1986年のジンギスカンファミリー結成時にはグループ活動の意欲を見せたが、20年後の2005年再結成時不参加であり、この頃にはグループ活動に興味を失っていたともされる。
エディナ・ポップ / Edina Pop（1941年2月4日 - ）
ハンガリーのブダペスト出身（のちハンガリー系ドイツ人）。本名は「マリカ・ケーシュマールキ（Marika Késmárky）」。
ブダペストの高校を卒業してホテル・コンサート・テレビなどで演奏した後、1969年にドイツに渡ってプロの歌手として活動するようになった。1971年2月にギュンター・ストールと結婚するが、1977年1月に死別。1972年に楽曲「Meine Liebe will ich dir geben」でユーロビジョン・ソング・コンテストに出場して国内予選で6位であった。こういった経歴から、ジンギスカンのメンバーの中では結成前時点で最も知られていた人物である。
ジンギスカン解散後はソロ活動を再開するが、以前のような成功を収めることはできなかった。
ルイス・ヘンドリック・ポトギター / Louis Hendrik Potgieter（1951年4月4日 - 1994年11月12日（43歳没））
南アフリカプレトリア出身。「パトリック・ベイリー（Patrick Bailey）」の別名でも知られる。名前はドイツ語読みに近い「ルイ」と読まれることも多い。
ヨハネスブルグでグラフィックアートを学んだあと、ソロダンサーとしてウルム劇場にやってきた。1975年にミュンヘンのゲルトナープラッツ劇場に移り、1978年にドラマ『デリック』の51話にディスコダンサー兼殺人被害者として出演。ビリー・ミレの紹介でダンサーとしてジンギスカンに加わるが、ルイスが歌わないことも最初から織り込み済みであった。
ジンギスカン解散後は短期間「ジンギスカンファミリー」として活動した後、南アフリカへと戻ってヨハネスブルグでホテルの支配人として働いた。1994年11月12日、ポートエリザベスにて後天性免疫不全症候群（エイズ）による合併症で死去。
ヘンリエッテ・パウリーネ・シュトローベル（ハイヒェル） / Henriette Pauline Strobel (Heichel)（1953年11月13日 - ）
オランダのアムステルダム出身。ジンギスカン発足時はヴォルフガングと結婚していたためハイヒェル姓であったが、後に離婚したためシュトローベル姓へと戻って活動している。
歯科医の父を持ち、自身もアムステルフェーンの女学校を卒業後歯科助手として働いた。その他、マヌカン、美容師、バレエ、フィギュアスケートの個人レッスンを受けていた。1976年にヴォルフガンクと結婚し、1979年に夫婦そろってジンギスカンへのメンバーとなる。ジンギスカン解散後、1986年にヴォルフガングと離婚。

### Dschinghis Khan Family
オリジナルメンバーのレスリー、ヘンリエッテ、ルイスに加えて以下の3人。
- ユルゲン・グーンホルツ（ドイツ語版） / Jürgen Gronholz
- クリスティン・ザーゲント=ブラント / Christin Sargent-Brandt
- マイク・トゥール / Mike Toole

### 2005年再結成時のメンバー
オリジナルメンバーのスティーヴ、エディナ、ヘンリエッテ、ヴォルフガングに加えて以下の3人。
- シュテファン・トラック / Stefan Track
- ダニエル・ケスリンク / Daniel Käsling
- エプル・カーヤ / Ebru Kaya

### The Legacy of Genghis Khan
活動再開後した2007年からオリジナルメンバーを支えたのは、『The Legacy of Genghis Khan（ザ・レガシー・オブ・ジンギスカン）』または『The Legacy（ザ・レガシー）』と呼ばれるダンサーチームである。ジーゲルがプロデュースに復帰した2018年からはThe Legacyは事実上廃止され、ジンギスカンの正式なメンバーとなっている。2023年活動再開時のメンバーは以下の通り。
- クラウス・クプライト / Claus Kupreit - 2007年から現在。プリンス・イゲイ・カン（Prince Igei Khan）役。
- アンジェリカ・エルラッヒャー / Angelika Erlacher - 2016年から現在。エルトゥヤ・カン（Eltuya Khan）役。
- レン・ヴィラット・フェトノイ / Läm Virat Phetnoi - 2012年から現在。ヤッサ・カン（Yassa Khan）役。
- マルコ・マティアス / Marco Matias - 2023年から現在。バトウ・カン（Batou Khan）役[43]。
- セリーナ・コール / Selina Khol - 2023年から現在。ズリ・カン（Zuri Khan）役[43]。
- ミッシェル・ターナー / Michel Turner - 2023年から現在。ミヒャエル・T・カン（Michael T. Khan）役[43]。

| 役名                             | 名前                                               | 期間                                    |
| -------------------------------- | -------------------------------------------------- | --------------------------------------- |
| オゴデイ・カン（Ögödei Khan）    | ベンヤミン・ショーベル / Benjamin Schobel          | 2007年から2011年まで。                  |
| オゴデイ・カン（Ögödei Khan）    | ヨハネス・クプライト / Johannes Kupreit            | 2011年から2020年9月12日に亡くなるまで。 |
| エルトゥヤ・カン（Eltuya Khan）  | コリナ・グンツェル / Corinna Günzel                | 2007年から2014年まで。                  |
| ヤッサ・カン（Yassa Khan）       | シュテファン・ゾーター / Stefan Sauter             | 2007年から2009年まで。                  |
| イェスガン・カン（Yesugan Khan） | アンジェリカ・ニンバッハ / Angelika Nimbach        | 2007年から2008年まで。                  |
| オラ・カン（Ohla Khan）          | エヴィ・ヴァイガンド / Evi Weigand                 | 2007年から2014年まで。                  |
| キャッシュ・カン（Cash Khan）    | アッティラ・マリオ・ディアロ / Attila Mario Diallo | 2007年から2014年まで。                  |

## ディスコグラフィ
【 】は日本盤の邦題。なお、本節ではジーゲルおよびグロスによるグループの楽曲を説明する。ヴォルフガングやシュテファンのグループについてはオリジナルメンバー節や「シュテファン・トラック」を参照。

### アルバム

#### スタジオアルバム
| タイトル                                          | レーベル       | 説明 | チャート最高順位 | チャート最高順位 | チャート最高順位 |
| タイトル                                          | レーベル       | 説明 | GER              | FIN              | JPN              |
| ------------------------------------------------- | -------------- | --- | ---------------- | ---------------- | ---------------- |
| Dschinghis Khan                                   | Jupiter        | LP盤レコード。1979年8月発売。1995年にCDでもリリースされた。 オーストラリアでは一部を英語版に差し替えて「Genghis Khan」としてリリース。 | 8                | 28               | 53               |
| Rom                                               | Jupiter        | LP盤レコード。1980年9月発売。 同年にボーナストラックを除いたものを「Viva」としてリリース。 1995年にCDでもリリースされた。 | 5                | -                | -                |
| Wir sitzen alle im selben Boot 【めざせ世界制覇】 | Jupiter        | LP盤レコード。1981年10月発売。 日本でリリースされた最後のアルバム。 1995年にCDでもリリースされた。 収録曲 A面 1. Wir sitzen alle im selben Boot【世界はひとつ】 2. Pistolero【哀愁のピストレーロ】 3. Windjammer【ウインドジャマー】 4. Die Fremdenlegion (Armee der Verlorenen Seelen)【外人部隊】 5. Michael【こげよ、マイケル】 B面 1. Loreley【ローレライ】 2. What Shall We Do with the Drunken Sailor【酔いどれ水兵】 3. Goobye Hawaii【グッバイ・ハワイ】 4. Aladin【英雄アラジン】 5. We Love You【ウイ・ラブ・ユー】 | 52               | -                | -                |
| Helden, Schurken & der Dudelmoser                 | Jupiter        | LP盤レコード。1982年発売。1995年にCDでもリリースされた。 収録曲 A面 1. Der Dudelmoser 2. Rocky Marciano 3. Ivanhoe 4. Pablo Picasso 5. Billy the Kid 6. James Bond B面 1. Klabautermann 2. Robinson 3. Mata Hari 4. Rübezahl 5. Tut Ench Amun 6. Helden und Schurken | -                | -                | -                |
| Corrida                                           | Jupiter        | LP盤レコード。1983年発売。1995年にCDでもリリースされた。 収録曲 A面 1. La Corrida (Opening) 2. Oh Miguel 3. Miguels Traum 4. Eine Rose fur Maria Madalena 5. Auf der Strasse nach Madrid 6. Los Gitanos 7. Juanita Elena B面 1. Life Is Good - Life Is Scheen 2. Einst wird kommen der Tag 3. El Diablo 4. Dir darf nichts gescheh'n, Miguel 5. Einzug in die Plaza De Torros 6. Corrida 7. Ole, Ole【闘牛士の死にオーレ!】                                                                                                   | -                | -                | -                |
| 7 Leben                                           | Koch Universal | CD。2007年5月11日発売。 新しい編成で全ての楽曲が再録音された。 収録曲 1. Temudschin 2. Brennende Taiga 3. In der Mongolei 4. Rote Sonne über Kasachstan 5. Die gold'ne Horde Dschinghis Khans 6. Doswidanje 7. Der Teufel kann warten 8. Wie Feuer im Wind 9. Dschinghis Khan 10. Moskau 11. Samurai 12. Hadschi Halef Omar 13. Rocking Son Of Dschinghis Khan 14. China Boy 15. Moskau | -                | -                | -                |

#### コンピレーションアルバム
ドイツ・日本・ロシアなどで無数のコンピレーションアルバムが制作されたほか、流通しているものには海賊版も存在する。以下に掲載するものはその一部。
| タイトル                                       | レーベル           | 説明                                                                            | チャート最高順位 |
| タイトル                                       | レーベル           | 説明                                                                            | JPN              |
| ---------------------------------------------- | ------------------ | ------------------------------------------------------------------------------- | ---------------- |
| Golden Prize                                   | Victor             | 日本。LP盤レコード（2枚組）。1980年6月21日発売。 アラベスクとのスプリット盤。   | 31               |
| Greatest Hits                                  | Jupiter            | 日本。LP盤レコード。1980年10月14日発売。 1992年11月21日にCDでもリリースされた。 | -                |
| Die Großen Erfolge                             | Jupiter            | ドイツ。LP盤レコード。1981年発売。                                              | -                |
| Star Gala                                      |                    | ドイツ。LP盤レコード（2枚組）。1984年発売。                                     | -                |
| Star Portrait                                  | Jupiter            | ドイツ。LP盤レコード。1985年発売。                                              | -                |
| Golden Best                                    | Jupiter            | 大韓民国。LP盤レコード。1988年4月10日発売。                                     | -                |
| Huh Hah Dschinghis Khan - Ihre größten Erfolge | Jupiter/BMG        | ドイツ。CD。1993年4月26日発売。                                                 | -                |
| Best of Best                                   | Victor             | 日本。CD。1994年6月25日発売。                                                   | -                |
| Die großen Erfolge                             |                    | ドイツ。CD。1995年発売。                                                        | -                |
| Die großen Erfolge                             |                    | ドイツ。CD（3枚組）。1998年発売。                                               | -                |
| The History of Dschinghis Khan                 | Jupiter/BMG        | ドイツ。CD。1999年発売。                                                        | -                |
| Non-Stop Best Hits                             | Victor             | 日本。CD。2001年2月21日発売。                                                   | -                |
| Star Collection                                | BMG                | ドイツ。CD（2枚組）。2002年1月31日発売。                                        | -                |
| In the Mix                                     |                    | ドイツ。CD。2003年発売。                                                        | -                |
| The Jubilee Album                              | Jupiter            | ドイツ。CD・配信。2004年9月27日発売。                                           | -                |
| Best of Genghis Khan                           | Victor             | 日本。CD。2005年発売。                                                          | -                |
| Hautnah - Die Geschichte meiner Stars          |                    | ドイツ。CD（2枚組）。2007年発売。                                               | -                |
| The Best                                       | Victor             | 日本。CD。2009年9月16日発売。                                                   | -                |
| Die grossen Hits                               | Weltbild           | ドイツ。CD。2012年発売。                                                        | -                |
| Moskau - Best Of                               | Sony Music/Jupiter | ドイツ。CD。2018年4月13日。                                                     | -                |

### シングル

#### 原盤
| タイトル（A面）                                          | B面                                                         | 年   | チャート最高順位 | チャート最高順位 | チャート最高順位 | チャート最高順位 | チャート最高順位 | チャート最高順位 | チャート最高順位 | 初出アルバム                      |
| タイトル（A面）                                          | B面                                                         | 年   | GER              | AUS              | BEL              | DEN              | JPN              | NL               | SWI              | 初出アルバム                      |
| -------------------------------------------------------- | ----------------------------------------------------------- | ---- | ---------------- | ---------------- | ---------------- | ---------------- | ---------------- | ---------------- | ---------------- | --------------------------------- |
| Dschinghis Khan【ジンギスカン】                          | Sahara【砂漠の国サハラ】                                    | 1979 | 1                | 8                | 20               | 1                | -                | -                | 3                | Dschinghis Khan                   |
| Moskau【めざせモスクワ】                                 | Rocking Son of Dschinghis Khan【ロッキング・サン】          | 1979 | 3                | 16               | -                | 7                | 35               | 38               | 11               | Dschinghis Khan                   |
| Hadschi Halef Omar【ハッチ大作戦】                       | Komm doch heim【家に帰って】                                | 1979 | 7                | -                | -                | -                | 63               | -                | -                | ROM                               |
| Rom【栄光のローマ】                                      | Die Fremden【宇宙からのメッセージ】                         | 1980 | 12               | 19               | -                | -                | -                | -                | -                | ROM                               |
| Pistolero【哀愁のピストレーロ】                          | Sierra Nevada【シエラネバダ】                               | 1981 | 15               | -                | -                | 10               | -                | -                | -                | Wir sitzen alle im selben Boot    |
| Loreley【ローレライ】                                    | Windjammer【ウインドジャマー】                              | 1981 | 6                | -                | -                | -                | -                | -                | 11               | Wir sitzen alle im selben Boot    |
| Wir sitzen alle im selben Boot【世界はひとつ】           | Die Fremdenlegion (Armee der Verlorenen Seelen)【外人部隊】 | 1981 | 44               | -                | -                | -                | -                | -                | -                | Wir sitzen alle im selben Boot    |
| What Shall We Do with the Drunken Sailor【酔いどれ水兵】 | Michael【こげよ、マイケル】                                 | 1981 | -                | -                | -                | -                | -                | -                | -                | Wir sitzen alle im selben Boot    |
| Klabautermann【妖精クラバウターマン】                    | Pablo Picasso                                               | 1982 | 37               | -                | -                | -                | -                | -                | -                | Helden, Schurken & der Dudelmoser |
| Der Dudelmoser【アルプスのドゥーデルモーザー】           | Mata Hari                                                   | 1982 | 46               | -                | -                | -                | -                | -                | -                | Helden, Schurken & der Dudelmoser |
| Olé, Olé【闘牛士の死にオーレ!】                          | Corrida                                                     | 1983 | -                | -                | -                | -                | -                | -                | -                | Corrida                           |
| Himalaja【前人未到の地ヒマラヤ】                         | Rocky Marciano                                              | 1983 | -                | -                | -                | -                | -                | -                | -                | 未収録                            |
| Mexico【めざせメキシコ】                                 | Rund um die Welt                                            | 1985 | -                | -                | -                | -                | -                | -                | -                | 未収録                            |
| Give Me a Sign                                           | Mexico（英語版）                                            | 1986 | -                | -                | -                | -                | -                | -                | -                | 未収録                            |
| Wir gehör'n zusammen （ジンギスカンファミリー名義）      |                                                             | 1986 | -                | -                | -                | -                | -                | -                | -                | 未収録                            |
| Can't Stop Now （ジンギスカンファミリー名義）            |                                                             | 1986 | -                | -                | -                | -                | -                | -                | -                | 未収録                            |
| Moskau Moskau （Dschinghis Khan feat. Jay Khan名義）     | めざせモスクワ#Moskau Moskauを参照                          | 2018 | -                | -                | -                | -                | -                | -                | -                | 未収録                            |
| Helena                                                   |                                                             | 2023 | -                | -                | -                | -                | -                | -                | -                | 未収録                            |

#### 翻訳盤・地域限定盤など
| タイトル（A面）                                                        | B面                          | 年   | チャート最高順位 | チャート最高順位 | チャート最高順位 | チャート最高順位 | チャート最高順位 | チャート最高順位 | チャート最高順位 | 初出アルバム    |
| タイトル（A面）                                                        | B面                          | 年   | GER              | AUS              | BEL              | JPN              | NL               | NZ               | SA               | 初出アルバム    |
| ---------------------------------------------------------------------- | ---------------------------- | ---- | ---------------- | ---------------- | ---------------- | ---------------- | ---------------- | ---------------- | ---------------- | --------------- |
| Genghis Khan（英語版）                                                 | Desert Land                  | 1979 | 18               | 86               | -                | 12               | -                | 33               | -                | Genghis Khan    |
| Moscow（英語版）                                                       | Moskau（ドイツ語版）         | 1979 | -                | 1                | -                | -                | -                | -                | -                | Genghis Khan    |
| Rocking Sun of Dschinghis Khan（英語版）                               | Moscow（英語版）             | 1979 | -                | -                | -                | -                | -                | -                | -                | Genghis Khan    |
| Samurai（日本限定）                                                    | China Boy                    | 1980 | -                | -                | -                | 73               | -                | -                | -                | Dschinghis Khan |
| Machu Picchu（日本限定）                                               | Rome                         | 1980 | -                | -                | -                | 84               | -                | -                | -                | ROM             |
| Give Me a Sign（オランダ限定）                                         | Kaboutertjes（オランダ語版） | 1986 | -                | -                | 13               | -                | 23               | -                | -                | 未収録          |
| Dschinghis Khan Tartar Mix（日本限定） （ジンギスカン×Berryz工房名義） |                              | 2008 | -                | -                | -                | 35               | -                | -                | -                | 未収録          |